# کرمینه‌خوارها
کرمینه‌خوارها (نام علمی: Larvivora) نام یک سرده از زیرخانواده چک است.